# Colonia industrial

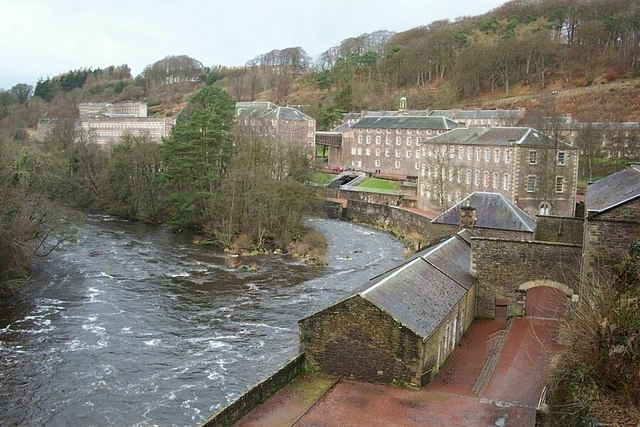
New Lanark, en Escocia, una de las más conocidas y pionera en el Reino Unido.

Una colonia industrial (también, colonia obrera) es un conjunto de instalaciones ligado a una fábrica alejada de los núcleos de población cuya propiedad pertenece, parcialmente o en su totalidad, a los titulares de la empresa. Normalmente, las colonias estaban dotadas de infraestructuras como alojamientos, iglesia, escuelas, economato, parque y otros espacios comunes, que permitían que los obreros pudieran vivir dignamente cerca de su lugar de trabajo.

## Origen e historia

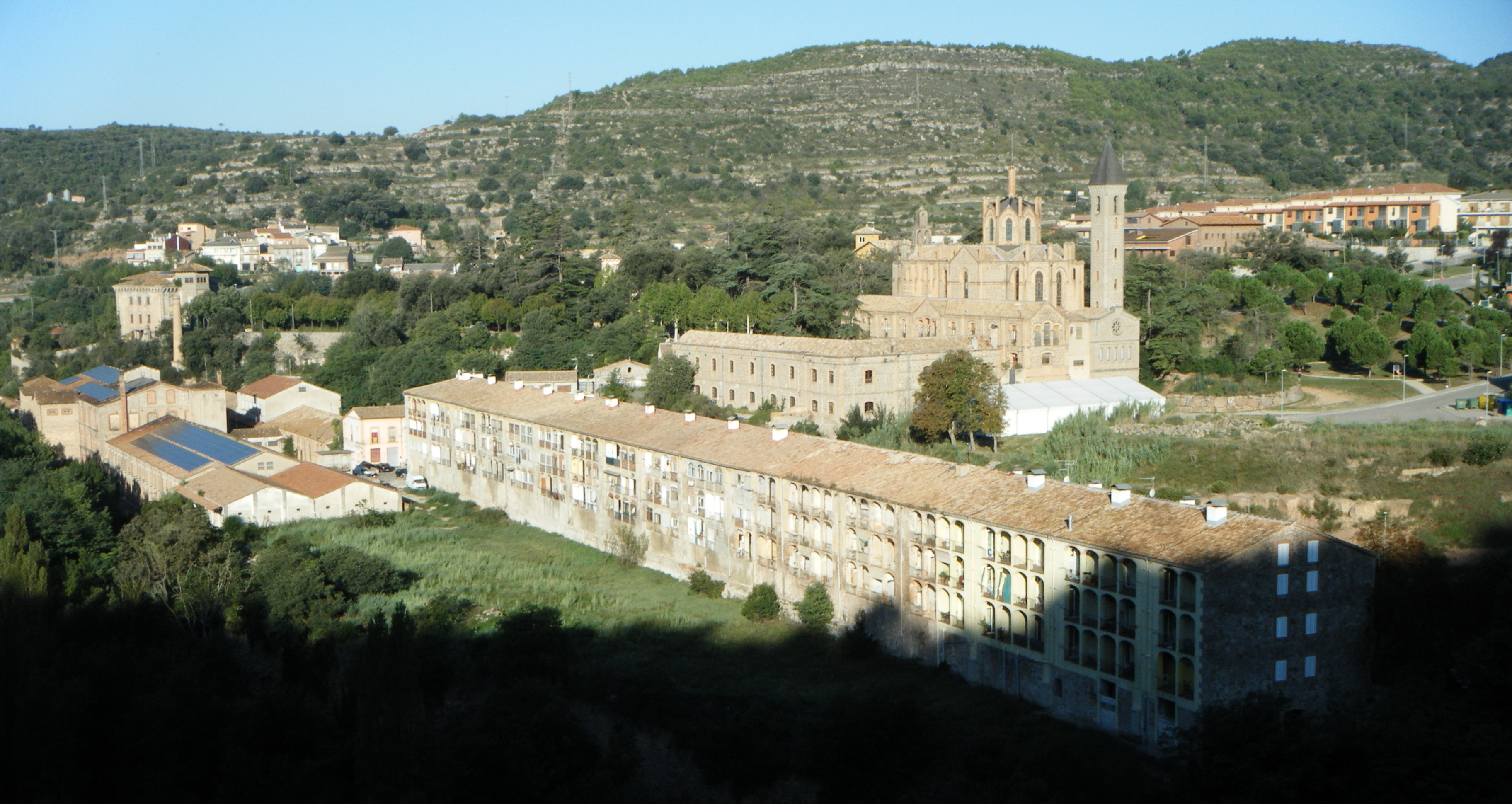
La colonia Pons (Cataluña), junto al Llobregat, con la fábrica a la izquierda de la imagen, los pisos para familias de trabajadores en primer término, y destacando en el plano más elevado la iglesia, símbolo del estatus y poder del empresario

Las primeras colonias industriales se crearon en el Reino Unido en el siglo XVIII y, de forma general, en la segunda mitad del siglo XIX con la denominación de "company town", en plena revolución industrial, con el propósito de aprovechar en su origen la energía hidráulica de los ríos para mover la maquinaria textil. New Lanark, una de las primeras colonias industriales del Reino Unido, se creó en 1786. Situada junto al río Clyde y dirigida desde 1800 por el filántropo Robert Owen, por sus características y gestión se convirtió en un ejemplo de socialismo utópico. Destaca también la colonia de Saltair (1853) en Yorkshire.
En Francia, el Familisterio o colonia para obreros, creado en 1858 por el industrial Jean-Baptiste André Godin en Guisa fue un intento de aplicar las teorías del socialismo utópico inspirado en los falansterios que ideó Charles Fourier. En Italia se hallan ejemplos como el de Crespi d'Adda (1878) en la provincia de Bérgamo. En Estados Unidos uno de los ejemplos más relevantes fue la colonia creada por la empresa Pullman en los suburbios de Chicago en 1880, que dispuso para más de 12.000 trabajadores alojamientos, mercado, biblioteca, iglesia y espacios de ocio, con la obligación de residir en ella bajo las estrictas normas paternalistas de la compañía.
En España, la mayor concentración de colonias se encuentra en Cataluña, en las cuencas de los ríos Ter y Llobregat. El motivo de que las colonias catalanas se situaran junto a un río es porque esas nuevas industrias implantadas buscaban la energía hidráulica como fuerza motriz para hacer funcionar la maquinaria, ya que la región es pobre en carbón, y la hulla de importación resultaba cara para funcionar con máquinas de vapor. Los industriales encontraron en la fuerza del agua que bajaba potente desde el Pirineo (a la que apodaron la hulla blanca) una forma de abaratar costes respecto a las ya numerosas fábricas textiles que funcionaban con la energía del vapor (conocidas por este motivo como "vapores"), del entorno industrial de Barcelona, Sabadell, Tarrasa, etcétera.

## Colonias en Cataluña

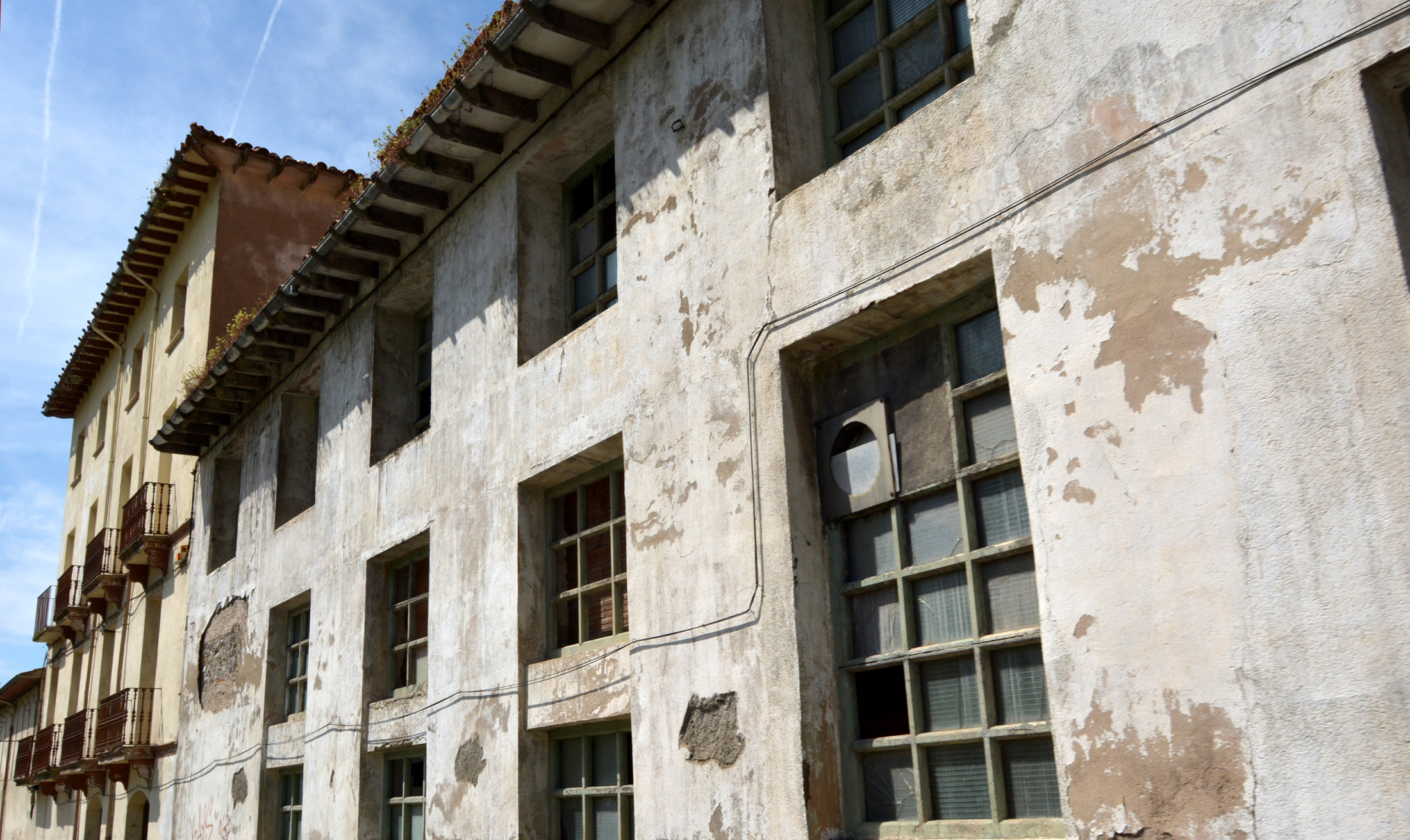
Viviendas y fábrica de la Colonia l'Herand, antigua colonia textil del municipio de Campdevánol (Ripollés), incluida en el "Inventario del Patrimonio Arquitectónico de Cataluña", situada en la margen izquierda del río Freser en la carretera a Ribas de Freser.

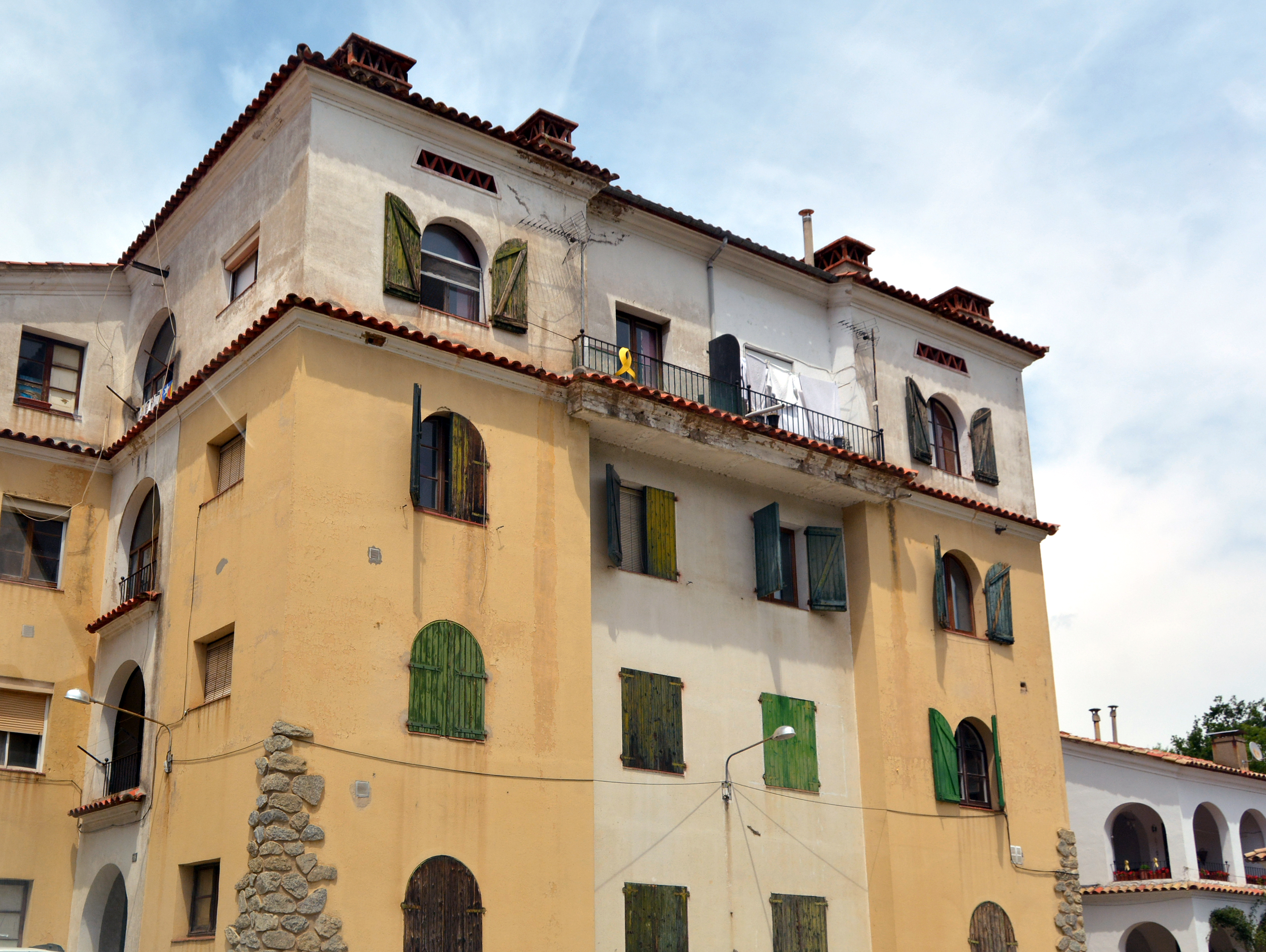
Viviendas de la colonia Llaudet, colonia textil del municipio de San Juan de las Abadesas (Ripollés), al pie del río Ter, incluida en el Inventario del Patrimonio Arquitectónico de Cataluña. El conjunto estaba formado por tres grupos de edificios alineados con planta baja y tres alturas cubiertas con tejados a dos aguas. Algunos edificios del grupo se han derribado.

Las colonias industriales catalanas, entendidas como núcleos de población productivos situados en zonas rurales, fueron en su mayoría textiles, aunque también las hubo dedicadas a la extracción de minerales o a la fabricación de papel, metalúrgicas o electroquímicas. Las textiles, creadas en la segunda mitad del siglo XIX, constituyen uno de los fenómenos más definitorios del proceso de industrialización de Cataluña, tanto por el modelo social y empresarial que desarrollaron, como por el singular diseño del paisaje que han definido en las cuencas de los ríos Ter y Llobregat, y más concretamente en las comarcas del Ripollés, Bergadá, y el Bages. La acción de las colonias en estos espacios rurales va a generar industrialización y urbanización.
Las características que comparten todas las colonias textiles son las siguientes: están situadas en la margen de un río para aprovechar la energía hidráulica (aunque también tenían máquinas de vapor alimentadas por carbón); disponen de una esclusa y de un canal para desviar el agua con la fuerza suficiente para mover una turbina; constituyen pequeñas poblaciones formadas por la fábrica, los alojamientos y otras instalaciones o espacios comunes. Sin embargo, no todas las industrias textiles catalanas fueron colonias. Hay que diferenciar entre "fábrica de río" (que no ofrece servicio a los obreros) y colonia (que, además de aportar vivienda y servicios, crea un núcleo centralizado y regulado por la propiedad del que no se puede salir).
A diferencia de las industrias situadas en los núcleos urbanos, con otras características sociolaborales, la expansión y auge de las fábricas en las zonas del interior donde se construyeron las colonias, que en muchos casos respondía a lo que se denominaba "la montaña" se debe a tres factores:
1. El hallazgo de una fuente de energía sin coste, como es la hidráulica, proporcionada por los ríos que, en virtud de la Ley de Aguas de agosto de 1866, no solo permitía su uso gratuito, sino que además eximía al empresario del pago de los gravámenes por construcción industrial durante 10 años;[4]
2. El empeño por hallar una solución a la preocupante conflictividad laboral del momento, que los empresarios encontraron en el paternalismo que se ejercía en las colonias industriales;
3. Los beneficios que concedían las leyes de colonias, más concretamente la de 1868, la cual establecía la exención de pagar la contribución territorial e industrial por un periodo de 10 a 25 años, para el empresariado; y la exención del impuesto de consumo y la liberación del servicio militar para el trabajador.

Sin embargo, hay varios ejemplos de "fábricas de río" anteriores a la ley de colonias de 1866 que ya construyeron alojamientos para los obreros, si bien esos casos no se considerarían propiamente una colonia industrial al menos hasta 1870, pues no disponían aún de la política social paternalista característica, sino que obedecían simplemente a la necesidad de dar albergue a la mano de obra cuando la fábrica quedaba alejada de cualquier núcleo habitado. La ley de colonias exigía la construcción de un núcleo urbanizado que asegurase la fijación de la población al territorio, requisito indispensable para acogerse a sus beneficios, de forma que fue en el periodo de 1871 a 1885 cuando se fundaron la mayoría de las colonias industriales de Cataluña.
En el periodo de 1871-1885 se fundaron algunas de las colonias industriales más importantes: Viladomiu Vell (1871), L'Ametlla de Merola (1874), colonia Burés (1874), La Barriada del Puig de la futura colonia Sedó (1875), colonia Borrás (1875), Viladomiu Nou (1880), cal Pons (1880) en el río Llobregat; la colonia Palà de Torroella (1877) en el  Cardener; colonia Matabosch (1875), colonia Còdol Dret (1872), colonia Baurier (1878), colonia Vilaseca (1880), La Mambla d'Orís (1881) y Estamariu (1892), Espona (1902), en el Ter; colonia Recolons (1870), Sorribes (1888) y L'Herand (1891), en el río Freser.

## Paternalismo
El paternalismo industrial se ejerció en las colonias industriales como un remedio a la conflictividad laboral y las demandas obreras que se extendieron en las zonas industriales a finales del siglo XIX e inicios del XX. El patrón o "amo" era presentado como un benefactor y protector de sus obreros, que velaba por su bienestar. El obrero, por su parte, debía mostrar obediencia, respeto e incluso devoción a su patrón. En las colonias industriales este paternalismo se fundamentaba en el derecho de la propiedad y en el dominio sobre todos los bienes del patrón (la fábrica, las viviendas y todos los edificios y servicios), y se convertía en la práctica en un feudalismo industrial. A cambio de la limitación de los derechos de las personas, la falta de libertad, el cierre dentro de las murallas y el control social y moral, el obrero obtenía como compensación la seguridad de mantener el trabajo, una vivienda y mejores condiciones que en las demás industrias, e incluso escuela para los niños y actividades de ocio «saludables», como el coro parroquial, teatro amateur, asociaciones de carácter católico o algún deporte de equipo. Por su parte, los industriales de las colonias obtenían beneficios económicos, paz social, protagonismo industrial y poder, no solo en las colonias sino en los municipios y en las comarcas en las que estaban establecidos.

## Crisis del modelo de colonias
La ley de colonias de 1868, que fue pensada para explotaciones agrícolas, se aprovechó por la industria textil y fue objeto de abusos por parte de los industriales. Además, los beneficios fiscales de la ley fueron una fuente permanente de conflictos con los ayuntamientos, obligados a asumir las cuotas que dejaban de pagar las colonias. Ambas circunstancias hicieron que, a partir de 1885, la concesión de los derechos fiscales pasaran a depender expresamente del Ministerio de Hacienda y que, finalmente, el gobierno suspendiese estos privilegios en la ley de presupuestos de 1892.
Finalmente, el sistema de las colonias industriales entró en decadencia en la década de 1960. El aumento del nivel de vida, el deseo de acceder a una vivienda propia, un mayor acceso a la educación y los nuevos estilos de vida hicieron tambalearse el mundo plácido y seguro de las colonias. En Cataluña, además, coincidió con la primera crisis de la hilatura, que se agudizó a partir de 1978. En las décadas de 1980 y 1990 cerraron la mayor parte de las fábricas de las colonias. En algunos casos, tras un concurso de acreedores, los ya extrabajadores pudieron adquirir los pisos donde vivían. En otros, los habitantes abandonaron la colonia y esta quedó desierta. Las naves industriales han sido posteriormente ocupadas por otras industrias de menores proporciones, o bien han quedado vacías.